# Dr Victor
Dr Victor o Dr Vic, pseudonimo di Victor Khojane (...), è un musicista sudafricano, noto per la sua attività solista e come leader del gruppo Dr Victor and the Rasta Rebels.
La sua produzione è caratterizzata da uno stile musicale che unisce influenze reggae e rhythm'n'blues a elementi della tradizione indigena locale. Dr Victor e il suo gruppo sono estremamente popolari in Sudafrica e alcuni loro lavori hanno avuto anche visibilità internazionale.

## Storia
Victor Khojane iniziò a suonare durante gli anni scolastici, in una band chiamata CC Beat che si ispirava alla produzione di artisti pop africani (per esempio Blondie and Papa, Harare Mambo Band e Jonathan Butler) e stranieri (soprattutto i Jackson Five). Terminate le scuole, nel 1984, il gruppo si trasferì a Johannesburg, iniziando a esibirsi nei night club. Poco tempo dopo pubblicarono i primi due album con la CCP Records (etichetta affiliata alla EMI), che però due anni dopo sciolse il loro contratto. Il gruppo passò allora con la Dephon Records, cambiando il nome in Taxi e accompagnando importanti artisti della scena pop africana come Lucky Dube, Stimela e Zia.
Nel 1991 il gruppo cambiò nuovamente produttore, passando all'etichetta indipendente CSR. Con la CSR incisero il loro primo grande successo, un tribute album di cover di brani di Eddy Grant dal titolo The Rasta Rebels. Sulla scia di questo successo, il gruppo cambiò il proprio nome in "Rasta Rebels", e poco dopo Khojane scelse per sé il nome d'arte di "Dr Victor", pubblicando due album solisti sempre per CSR, Badayo ed Hello Afrika. Questi lavori furono ben accolti dal pubblico; un grande successo ebbe in particolare il singolo Tumbai. L'album One Goal, One Wish del 1994, accompagnato dal singolo Shambala, fu un altro grande successo. Affermatosi fra gli artisti più popolari del Sudafrica, Dr Victor iniziò a essere chiamato ad aprire i concerti di artisti come Paul Simon, Tina Turner. Gloria Estefan e Janet Jackson. Nuovi successi vennero nel 1997 con la pubblicazione dell'album Faya, e degli hit single Tsoang Tsoang Tsoang e Kalimba. Faya fu il primo album di Dr Victor ad acquisire visibilità fuori dal Sudafrica (soprattutto in Francia, Messico, Medio Oriente e Giappone.
Alla fine degli anni 1990 Dr Victor ha ricostituito il proprio gruppo originale, riprendendo con i Rasta Rebels l'attività concertistica e la pubblicazione di album, aperta dalla raccolta The Best of the Rasta Rebels, che includeva il brano inedito I Love to Truck, un ennesimo successo commerciale. Negli anni successivi si sono alternate nuove produzioni soliste di Dr Victor (tra cui Stress nel 2000, Sunshine Daze nel 2003, If You Wanna Be Happy nel 2004) e pubblicazioni con i Rasta Rebels (When Somebody Loves You Back, 2006).

## Formazione
- "Dr Victor" ("Dr Vic") - voce
- "Chippa" – batteria
- "Dave" – basso
- "Winston" – tastiere
- "Petrus" – ingegnere del suono

## Discografia
- The Rasta Rebels (1991)
- Badayo
- Hello Afrika
- Faya (1997)
- The Best of the Rasta Rebels (raccolta)
- Stress (2000)
- Sunshine Daze (2003)
- If You Wanna Be Happy (2004)
- When Somebody Loves You Back Electromode 2006